# 內納內扎德 (新墨西哥州)
內納內扎德（英語：Nenahnezad）是位於美國新墨西哥州聖胡安縣的普查規定居民點。

## 人口
根據2020年美國人口普查的數據，內納內扎德的面積為9.23平方千米，當中陸地面積為9.08平方千米，而水域面積為0.15平方千米。當地共有人口576人，而人口密度為每平方千米62.41人。